# Caraman Basket Club
Maillots
Dernière mise à jour : 21 Août 2021.
Le Caraman Basket Club est un club français de basket-ball basé à Caraman proche de Toulouse. Les équipes premières masculine et féminine évoluent en Pré National pour la saison 2020-2021.

## Historique

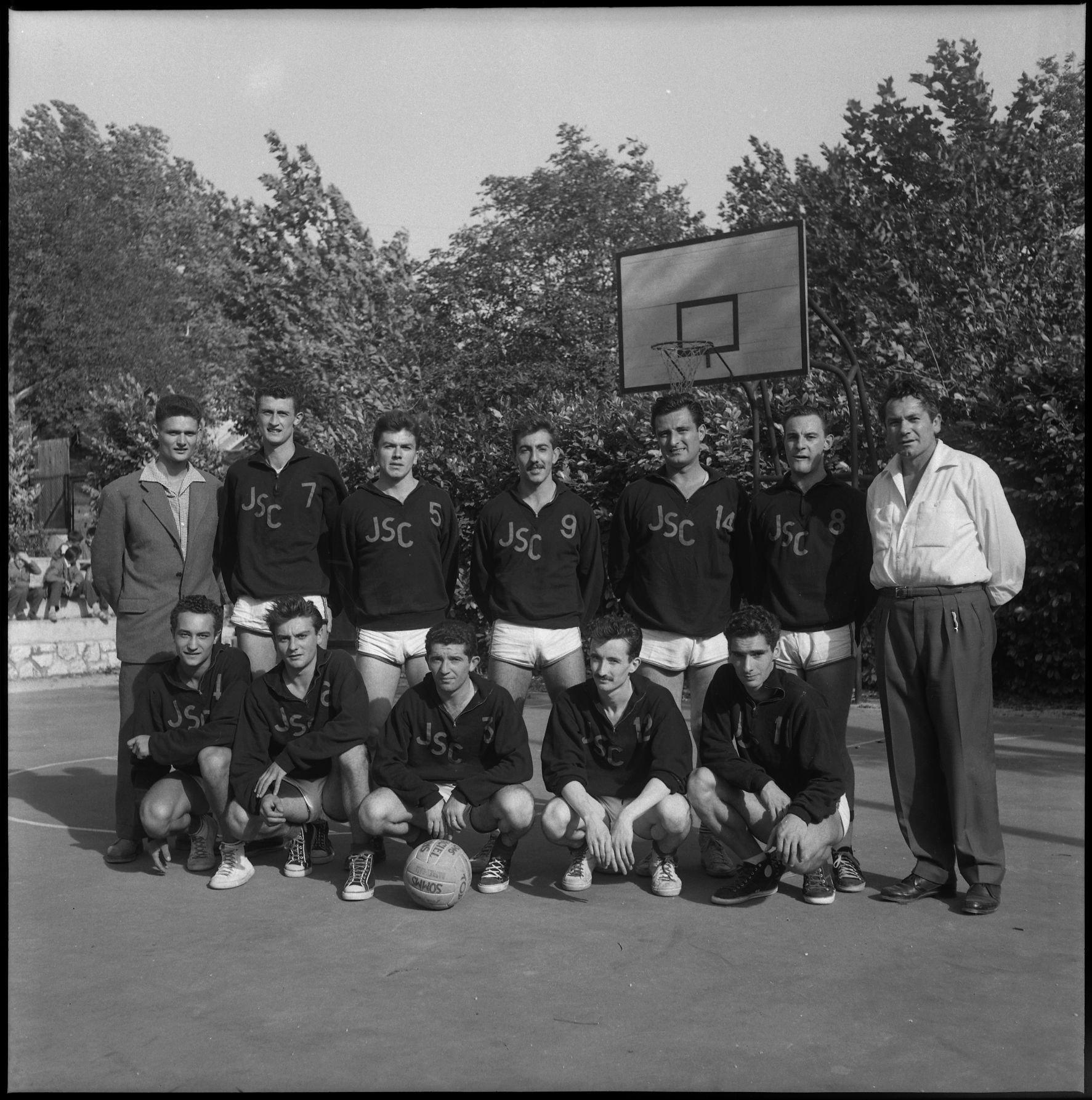
Equipe de Caraman de Basket en
1956.

### Les débuts
La Jeunesse Sportive Caramanaise voit le jour en 1929 et a pour vocation de « former dans la localité une ou deux équipes de basket-ball et de favoriser le développement des sports athlétiques et d’éducation physique ». Dès les années 30, l’équipe gravit les niveaux régulièrement pour se retrouver en 1951 en nationale.

### 1950-1960: La décennie glorieuse de la JSC
Sous l’impulsion de leur entraineur Joë Jaunay et de joueurs tels que Bertorelle (international), Diop, Luent, Boyer, Bigot, Rigal…, la JSC tenait un cap, qu’elle garderait jusqu’en 1960.
Des matchs d’anthologies (qui se jouaient alors lieu dit « en Galabes » ou sur le stade municipal actuel terrain « Paul Murat » à Caraman), face à des équipes telles que Villeurbanne, Racing club de France ou Mulhouse, donnèrent à la JSC l’envergure et la confiance pour continuer malgré la descente en honneur et à Caraman la réputation tenace qu’on lui connait encore.
Le club évolue en première division du championnat de France de basket-ball, appelée alors Nationale 1, à cinq reprises (1952-1953, 1954-1955, 1955-1956, 1956-1957 et 1957-1958). Louis Bertorelle est l'une des figures de cette équipe des années 1950.

### Années 1960 à 1970
Dans années 1961 à 1973 virent évoluer l’équipe du championnat honneur, à la fédérale, puis l’excellence région .
A noter : utilisation du gymnase en novembre 1965.
L'équipe accède  à la nationale 4 en 1973, puis la nationale 3 en 1975 et la nationale 2 en 1977. Les anciens joueurs sont devenus dirigeants et de nouveaux visages apparaissent : Jo Di Marco (manager),Fieux ,Brabet ,Laroussinie…
En 1977, la JSC devient Toulouse-Caraman (A la faveur d’un changement de bureau) et les matchs de NM2 se jouent alternativement à Caraman et à Toulouse. En 1981, Toulouse-Caraman fusionne avec le Racing Club Municipal de Toulouse, ce qui donne naissance Racing Club Toulouse ou RCT, à la base du décollage des Spacer’s.
Mais l’empreinte basket est bien présente à Caraman si bien qu’en 1983, une nouvelle association sportive voit le jour, ce sera le CBC (Caraman Basket Club).
Forte de son expérience et d’un passé emblématique, l’équipe dirigeante engagera en championnat des équipes seniors masculines et féminines et recréera une école de basket digne de ce nom.

## Palmarès

### Palmarès Masculin
- Championnat  Régionale 2 - Garçon 1
  - Vainqueur 2018
- Championnat départementale 2 - Garçon 2
  - Vainqueur 2018

### Palmarès Féminin
- Championnat d'Occitanies de Pré-nationale - Féminines 1
  - Finaliste 2017
- Championnat Midi-Pyrénées de Régionale 1 - Féminines 1
  - Vainqueur 2015

- Championnat D2 Haute-Garonne-Ariege - Féminines 2
  - Vainqueur 2023

## Présidents
- Roger Vilespy
- Raymond Bigot
- Carine Rabaud

## Joueurs emblématiques
- Louis Bertorelle
- Jean Luent
- Max Joseph-Noël

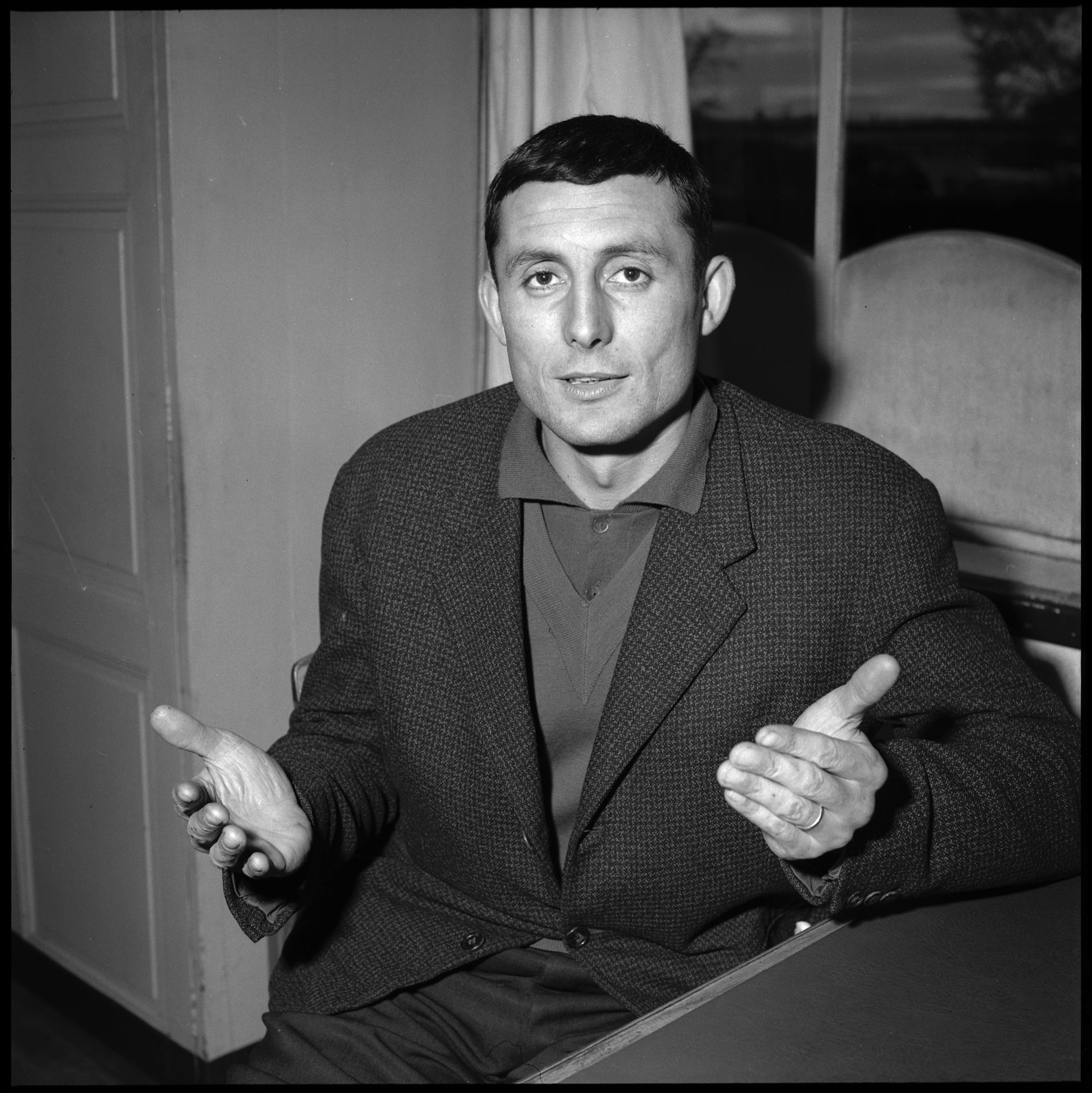
Louis Bertorelle • 🇫🇷 Laurie Crozes

## Entraîneurs successifs
Séniors masculins 1:
- 1952-1964 :  Joë Jaunay
- ????-???? :  Jo Di Marco
- 1964-2011 : A compléter
- 2011-2012 :  Nicolas Lasserre
- 2012-2019 :  Stéphane Dayde
- Depuis 2019 :  Grégory Debuire

Séniors féminines 1:
- ????-2017 :  Grégory Debuire
- ????-???? :  Patrick Chicanne et Pierre Emmanuel Angot